# Debat

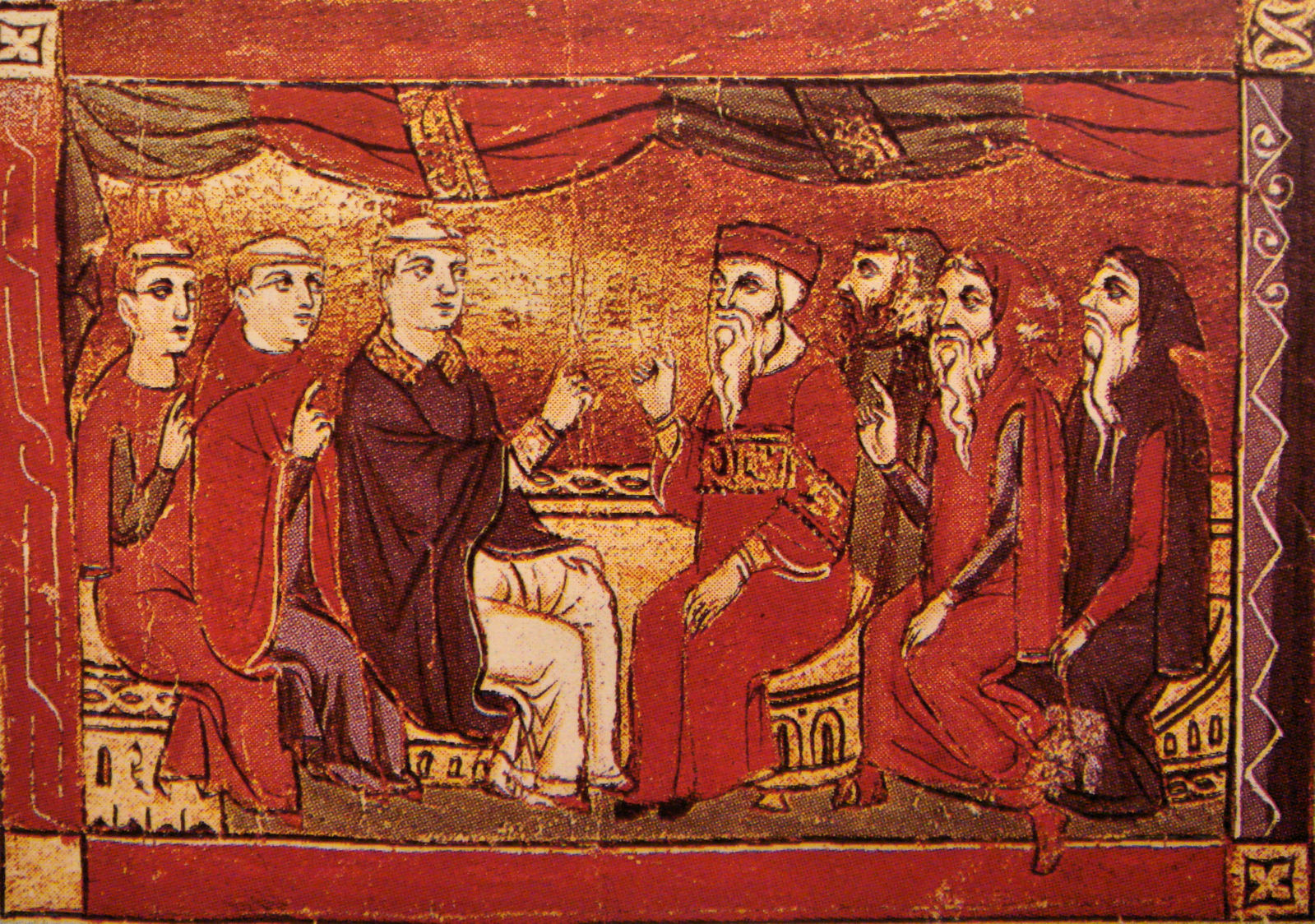
Debat tussen katholieken en oriëntaalse christenen in de dertiende eeuw (Acre, 1290). Onbekende schilder

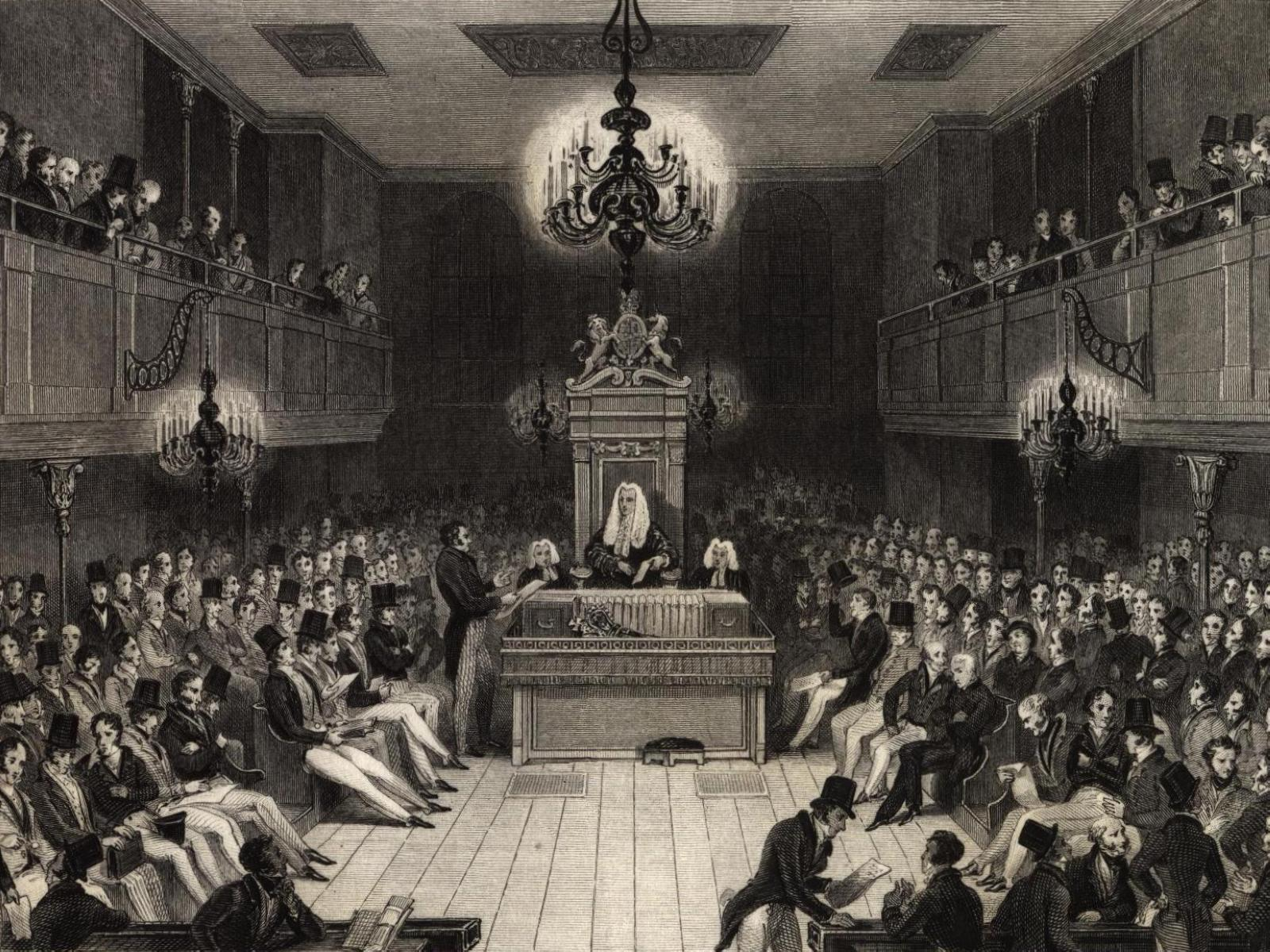
Het Britse House of Commons, tekening uit 1834

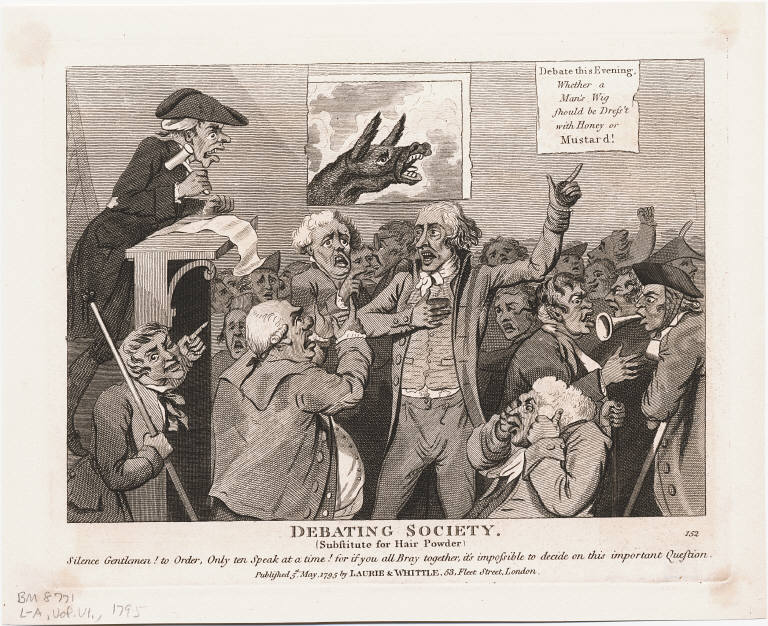
Debate Tonight: Whether a man's wig should be dressed with honey or mustard! Een karikatuur uit 1795 die de inhoud van debatten parodieert (Isaac Cruikshank)

Een debat is een openbare discussievorm tussen opponenten, waarbij een stelling verdedigd respectievelijk bestreden wordt, en waarin de retorica, de kunst van het bespelen van het publiek, een grote rol speelt

## Kenmerken
Kenmerkende elementen van het debat zijn: de stelling, het bestaan van een voor- en tegenstander van die stelling, een vooraf vastgesteld spreekregime waarin zaken als spreekvolgorde, spreektijden en dergelijke worden vastgelegd, en een derde partij die als onafhankelijke beslist wie het betreffende debat gewonnen heeft. Die derde partij kan een professionele jury zijn of een publieksjury.
Er zijn verschillende soorten van debat. Een redelijk bekende vorm is het lagerhuis-debat, vernoemd naar het Britse House of Commons. Een debatprogramma van de VARA met dezelfde naam (Het Lagerhuis) en vorm is een tijdlang op de Nederlandse televisie te zien geweest.
Een andere vorm is het triasdebat met drie partijen, een partij van voorstanders, een partij van tegenstanders en een partij met een jurerende functie.
Politieke debatten zijn gerelateerd aan deze formele debatvormen. Zo kent het Europees Jeugd- of Jongerenparlement geen vaste rolverdeling, maar wordt wel gebruikgemaakt van vaste debattrucs.
Met name in de Angelsaksische wereld is het debat erg in zwang. In de Verenigde Staten wordt daar in het onderwijs aandacht aan besteed. Ook zijn er grote toernooien en kampioenschappen.
Ook in Nederland wordt debatteren als sport beoefend. De meest gebruikte vormen zijn Amerikaans Parlementair en Brits Parlementair. In beide vormen zitten teams van twee personen. In Amerikaans Parlementair zitten er echter twee teams in een debat, in Brits Parlementair zitten er vier teams in een debat. Het Nederlands kampioenschap wordt in de vorm Amerikaans Parlementair gehouden. Daarnaast is er ook nog een Nederlands kampioenschap waar sprekers een-tegen-een tegen elkaar uitkomen.
Bekende debatcentra in Nederland zijn De Balie en De Rode Hoed in Amsterdam.

## Publiek debat
Het woord debat wordt ook in bredere zin gebruikt voor de openbare maatschappelijke uitwisseling van meningen via media, discussiefora en dergelijke. Voorbeelden van thematische debatten in deze zin zijn het kernenergiedebat, het nature-nurture-debat en het zwartepietendebat.

## Adhikarana
India kent een lange debattraditie waarin de diverse filosofische scholen hun standpunten verdedigden. Een debat (vāda) kan worden gevoerd in de vorm van een adhikarana die is opgebouwd uit:
- visaya, onderwerp
- samdeha, twijfel
- purvapaksa, standpunt van de opponent
- uttarapaksa, eigen standpunt
- siddhanta, uiteindelijke conclusie waarmee de aanvankelijke twijfel is opgelost

Het standpunt van de opponent moet zo getrouw mogelijk worden weergegeven, waarna het in ieder geval ten dele ontkracht wordt door het eigen standpunt (uttarapaksa) naar voren te brengen. Op deze manier dient een commentaar vooral als inleiding om het eigen standpunt naar voren te brengen en te onderbouwen. Door het standpunt van de tegenstander zo getrouw mogelijk te verwoorden, wordt zeker gemaakt dat het perspectief van de opponent begrepen is alvorens het weerlegd wordt.
Regelmatig was het de koning was die oordeelde wie het debat had gewonnen en waar onderlinge strijd nog wel eens stagnerend kan werken, stimuleerde deze opzet de deelnemers om hun eigen standpunt te verfijnen en verder te ontwikkelen, zodat kritiek beter gepareerd kon worden. Zo werd innovatie en creativiteit gestimuleerd. Waarschijnlijk speelde sarvastivada, een van de vroege boeddhistische scholen, een belangrijke rol in het ontstaan van deze debattraditie.
Het vertrouwen in de kracht van argumentatie ging bij Nagarjuna zover dat de waargenomen realiteit hieraan ondergeschikt werd geacht, zoals ook gold voor de Griekse Eleaten. De nadruk op de rede in het Indische debat lijkt dan ook alleen zijn evenknie te hebben in de Griekse traditie en de opvolgers daarvan. Mogelijk speelde daarbij een rol dat sarvastivada zich ontwikkelde in Gandhara waar de Indo-Grieken heersten. Zo kwam het boeddhisme in contact met de hellenistische wereld, wat onder meer blijkt uit Milindapanha, een overgeleverde discussie tussen de boeddhistische Nagasena en koning Menander I. De Griekse invloed op het boeddhisme zou dan niet bestaan uit Griekse ideeën, maar uit de manier van debatteren. Dit lijkt ook te volgen uit de bekering van enkele Grieken tot het boeddhisme, waaronder Menander. Na het verdwijnen van de Grieken bleven de filosofische debatten onderdeel van de hofcultuur.